# Fayl-Billot
Pour les articles homonymes, voir Billot.
Fayl-Billot [faj bijo, fɛj-] est une commune française située dans le département de la Haute-Marne en région Grand Est, à proximité de la Franche-Comté.

## Géographie

### Localisation
Fayl-Billot est située dans le sud de la Haute-Marne, à 25 km au sud-est de Langres.
Les communes les plus proches sont Neufchâteau 72 km pour les Vosges, Dijon pour la Côte d'Or (70 km) et de la Haute-Saône (48 km de Vesoul). De nombreux étrangers (Néerlandais, Allemands) passent par Fayl-Billot et s'y arrêtent pour rejoindre leur destination touristique.
| Rougeux       | Maizières-sur-Amance | Anrosey Pierremont-sur-Amance          |
|               | Fayl-Billot          | Ouge Haute-Saône La Quarte Haute-Saône |
| Champsevraine | Poinson-lès-Fayl     | Pressigny                              |

### Voies de communication et transport
Fayl-Billot est traversé par la RN 19 reliant l'est de la France à Paris.

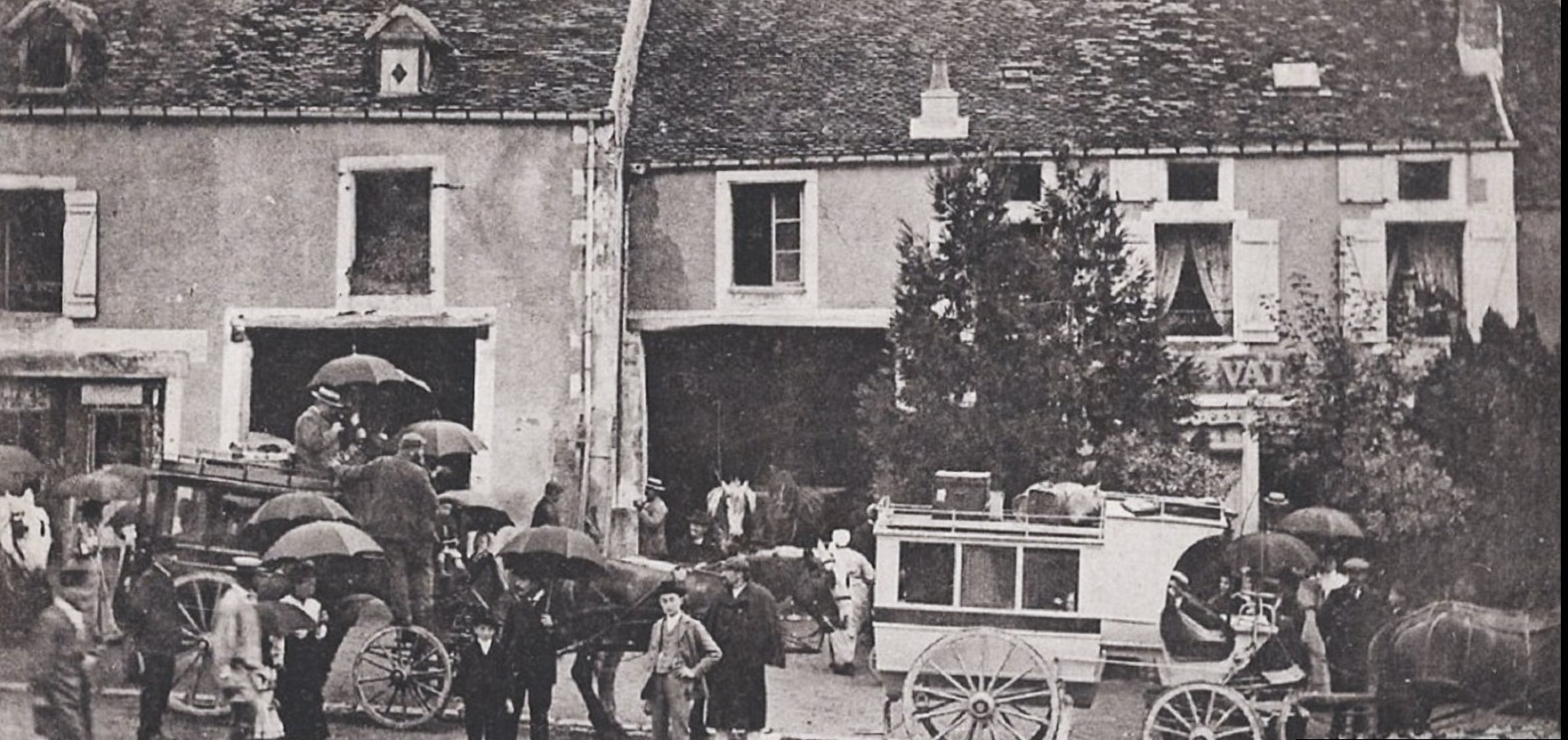
Bureau des Omnibus en 1905

### Hydrographie
La commune est dans le bassin versant de la Saône au sein du bassin Rhône-Méditerranée-Corse. Elle est drainée par l'Amance, le ruisseau du Fayl, le ruisseau de la Duys, le ruisseau des Fourneaux, le ruisseau de Charmoy, le ruisseau de Messivau, le ruisseau de Paissard et le ruisseau des Menottes.
L'Amance, d'une longueur de 47 km, prend sa source dans la commune de Haute-Amance et se jette  dans la Saône à Jussey, après avoir traversé 21 communes. Les caractéristiques hydrologiques de l'Amance sont données par la station hydrologique située sur la commune. Le débit moyen mensuel est de 1,18 m3/s. Le débit moyen journalier maximum est de 21,4 m3/s, atteint lors de la crue du 7 décembre 2010. Le débit instantané maximal est quant à lui de 24,8 m3/s, atteint le 16 décembre 2011.

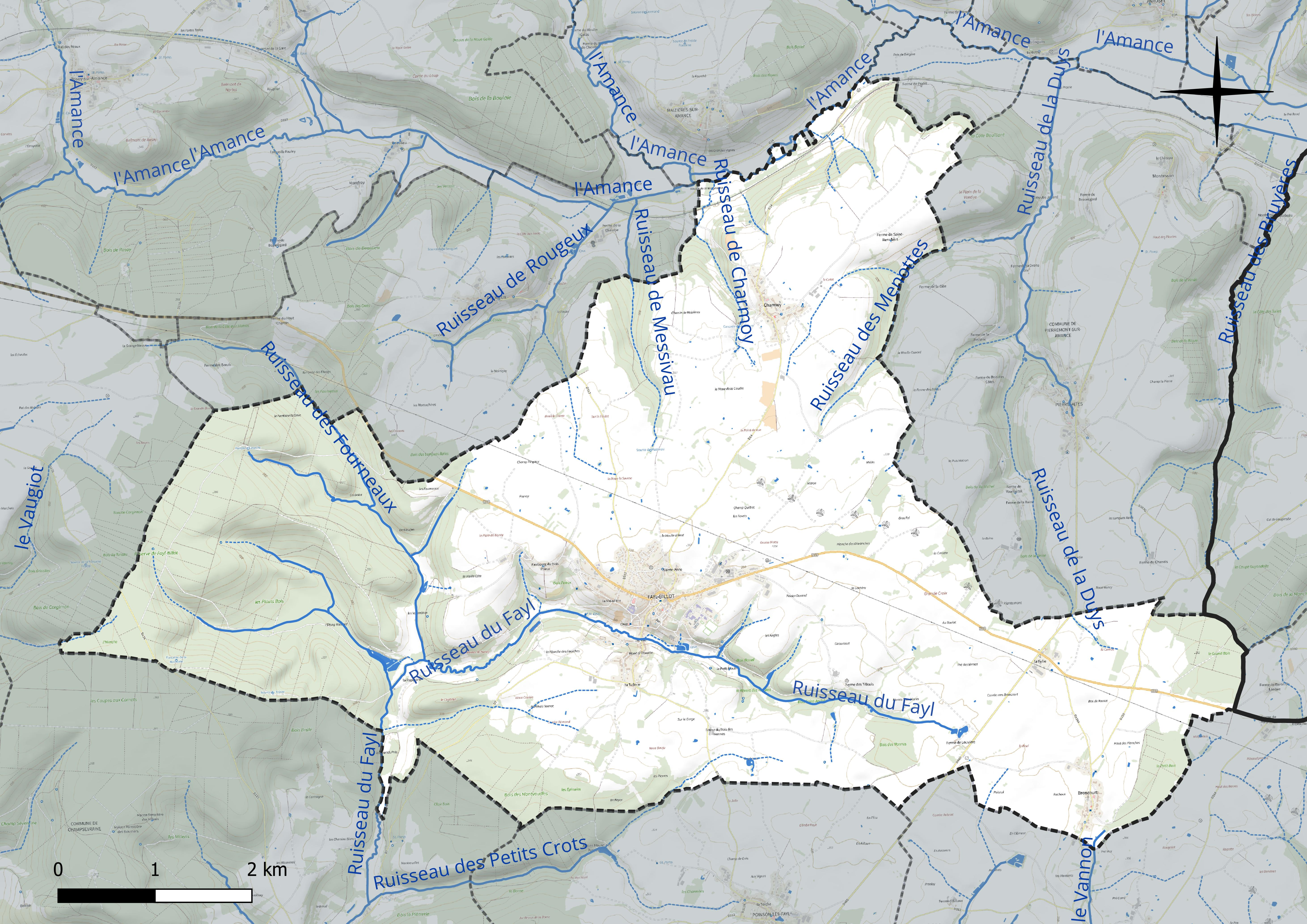
Réseau hydrographique de Fayl-Billot.

Le ruisseau du Fayl, d'une longueur de 15 km, prend sa source dans la commune  et se jette  dans le Salon à Belmont, après avoir traversé trois communes. 

### Climat
Pour des articles plus généraux, voir Climat du Grand Est et Climat de la Haute-Marne.
En 2010, le climat de la commune est de type climat des marges montargnardes, selon une étude du Centre national de la recherche scientifique s'appuyant sur une série de données couvrant la période 1971-2000. En 2020, Météo-France publie une typologie des climats de la France métropolitaine dans laquelle la commune est exposée à un climat océanique altéré et est dans la région climatique  Lorraine, plateau de Langres, Morvan, caractérisée par un hiver rude (1,5 °C), des vents modérés et des brouillards fréquents en automne et hiver. 
Pour la période 1971-2000, la température annuelle moyenne est de 9,8 °C, avec une amplitude thermique annuelle de 17,1 °C. Le cumul annuel moyen de précipitations est de 919 mm, avec 12,6 jours de précipitations en janvier et 9 jours en juillet. Pour la période 1991-2020, la température moyenne annuelle observée sur la station météorologique installée sur la commune est de 10,5 °C et le cumul annuel moyen de précipitations est de 995,6 mm. 
La température maximale relevée sur cette station est de 38,5 °C, atteinte le 25 juillet 2019 ; la température minimale est de −16,1 °C, atteinte le 24 décembre 2001,,. 
| Mois                                  | jan.           | fév.           | mars           | avril         | mai             | juin         | jui.           | août           | sep.            | oct.            | nov.             | déc.           | année      |
| ------------------------------------- | -------------- | -------------- | -------------- | ------------- | --------------- | ------------ | -------------- | -------------- | --------------- | --------------- | ---------------- | -------------- | ---------- |
| Température minimale moyenne (°C)     | −0,6           | −0,3           | 2              | 4,7           | 8,7             | 11,9         | 13,7           | 13,4           | 9,9             | 7               | 2,8              | 0,3            | 6,1        |
| Température moyenne (°C)              | 1,9            | 3,1            | 6,6            | 9,9           | 14              | 17,5         | 19,5           | 19             | 15,1            | 11              | 5,8              | 2,6            | 10,5       |
| Température maximale moyenne (°C)     | 4,5            | 6,5            | 11,2           | 15,2          | 19,3            | 23,1         | 25,2           | 24,7           | 20,3            | 15              | 8,7              | 5              | 14,9       |
| Record de froid (°C) date du record   | −16 02.01.1997 | −15,1 05.02.12 | −14,5 01.03.05 | −5,4 08.04.03 | −1,3 15.05.1995 | 2,6 02.06.06 | 6,6 24.07.1999 | 3,9 30.08.1998 | −1,1 30.09.1995 | −5,2 30.10.1997 | −11,3 23.11.1998 | −16,1 24.12.01 | −16,1 2001 |
| Record de chaleur (°C) date du record | 15,3 01.01.23  | 22 27.02.19    | 24,4 31.03.21  | 27,1 21.04.18 | 31,1 24.05.09   | 35 18.06.22  | 38,5 25.07.19  | 37,8 12.08.03  | 32,6 16.09.20   | 26,4 09.10.23   | 21,9 07.11.15    | 16,6 17.12.19  | 38,5 2019  |
| Précipitations (mm)                   | 88,2           | 71,4           | 73,8           | 67,1          | 92,5            | 72,7         | 82,8           | 80,3           | 73,6            | 93,4            | 98,1             | 101,7          | 995,6      |

| Diagramme climatique                                  |             |           |             |             |              |              |              |             |         |            |           |
| J                                                     | F           | M         | A           | M           | J            | J            | A            | S           | O       | N          | D         |
| 4,5−0,688,2                                           | 6,5−0,371,4 | 11,2273,8 | 15,24,767,1 | 19,38,792,5 | 23,111,972,7 | 25,213,782,8 | 24,713,480,3 | 20,39,973,6 | 15793,4 | 8,72,898,1 | 50,3101,7 |
| Moyennes : • Temp. maxi et mini °C • Précipitation mm |             |           |             |             |              |              |              |             |         |            |           |

Les paramètres climatiques de la commune ont été estimés pour le milieu du siècle (2041-2070) selon différents scénarios d'émission de gaz à effet de serre à partir des nouvelles projections climatiques de référence DRIAS-2020. Ils sont consultables sur un site dédié publié par Météo-France en novembre 2022.

## Urbanisme

### Typologie
Au 1er janvier 2024, Fayl-Billot est catégorisée bourg rural, selon la nouvelle grille communale de densité à sept niveaux définie par l'Insee en 2022.
Elle est située hors unité urbaine et hors attraction des villes,.

### Occupation des sols
L'occupation des sols de la commune, telle qu'elle ressort de la base de données européenne d’occupation biophysique des sols Corine Land Cover (CLC), est marquée par l'importance des territoires agricoles (63,1 % en 2018), une proportion sensiblement équivalente à celle de 1990 (63,3 %). La répartition détaillée en 2018 est la suivante : 
prairies (40,9 %), forêts (33,4 %), terres arables (17,8 %), zones agricoles hétérogènes (4,4 %), zones urbanisées (2,8 %), zones industrielles ou commerciales et réseaux de communication (0,7 %). L'évolution de l’occupation des sols de la commune et de ses infrastructures peut être observée sur les différentes représentations cartographiques du territoire : la carte de Cassini (XVIIIe siècle), la carte d'état-major (1820-1866) et les cartes ou photos aériennes de l'IGN pour la période actuelle (1950 à aujourd'hui).

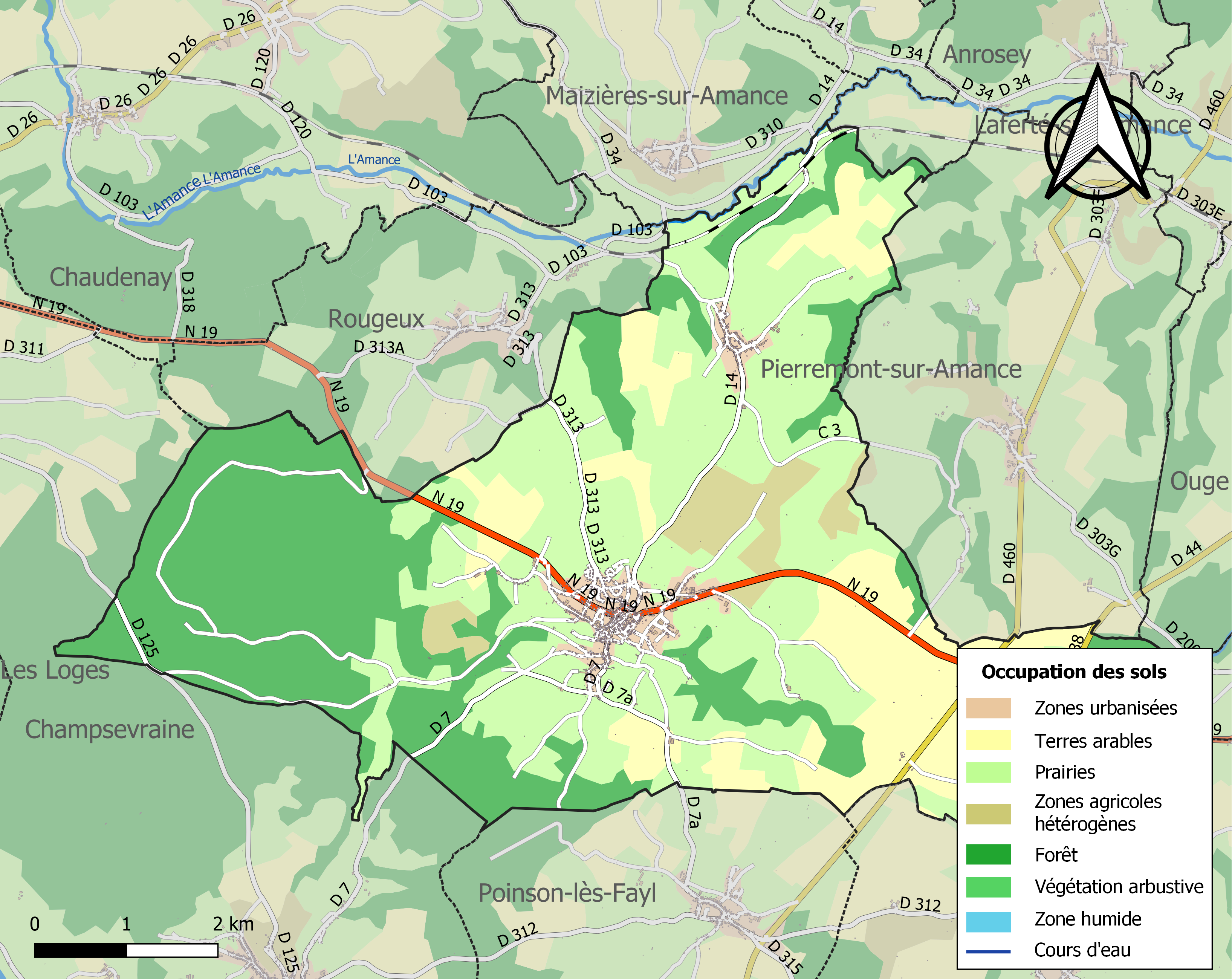
Carte des infrastructures et de l'occupation des sols de la commune en 2018 (CLC).

## Toponymie
Le nom de la localité est attesté sous les formes Failum, Faylum (1220) ; Fagetum (1234) ; Fayl (1255) ; Fail (1256) ; Faillum (1299) ; Le Fay (1429) ; Le Fayl-Billot (1732) ; Fay Billot (1793) ; Fay-Billot (1801) ; Fayl-Billot (1948) ; Fayl-la-Forêt (1972) ; Fayl-Billot (1999).

Par arrêté préfectoral du 20.06.72, les communes de Broncourt, de Charmoy et de Fayl-Billot ont fait l'objet d'une fusion pour donner naissance à la commune de Fayl-la-Forêt. La nouvelle dénomination, Fayl-Billot, a été officialisée par le décret du 21 décembre 1999.
Fayl suppose un fagellus latin ; celui-ci peut expliquer aussi Le Fayel (Oise). Le mot Fayl, fayard ou foyard en patois local, dérive du latin Fagus (hêtre) qui prouve qu'il y a toujours eu le culte de l'arbre. Le terrain vallonné de bois Banal, (ancienne ferme de la commune), est boisé par de la forêt spontanée et naturelle mais aussi par des plantations de résineux (épicéas, pins sylvestres, pins noirs, mélèzes…). La forêt possède quelques curiosités : les cinq chênes, la limonière, le chêne de la Vierge…
Le terme Billot provient de l'existence d'un Billot, poteau indicateur des droits de péage, que le seigneur percevait sur les étrangers, et des franchises dont jouissaient les habitants. Fayl-Billot dépendait du duché de Bourgogne.

## Histoire
La commune a été libérée en 1944 par le capitaine Charles Lefebvre, commandant la C.H.R du 1er Bataillon de Zouave - Combat Command N°2 de la 1ère Division Blindée 1ère Armée française.[réf. nécessaire]

## Politique et administration

### Communes associées
Depuis le 22 juin 1972, Fayl-Billot, bourg principal de la commune est associé aux villages de Charmoy et Broncourt. Ce rassemblement a pris temporairement le nom de Fayl-la-Forêt jusqu'au 29 décembre 1999.

### Liste des maires

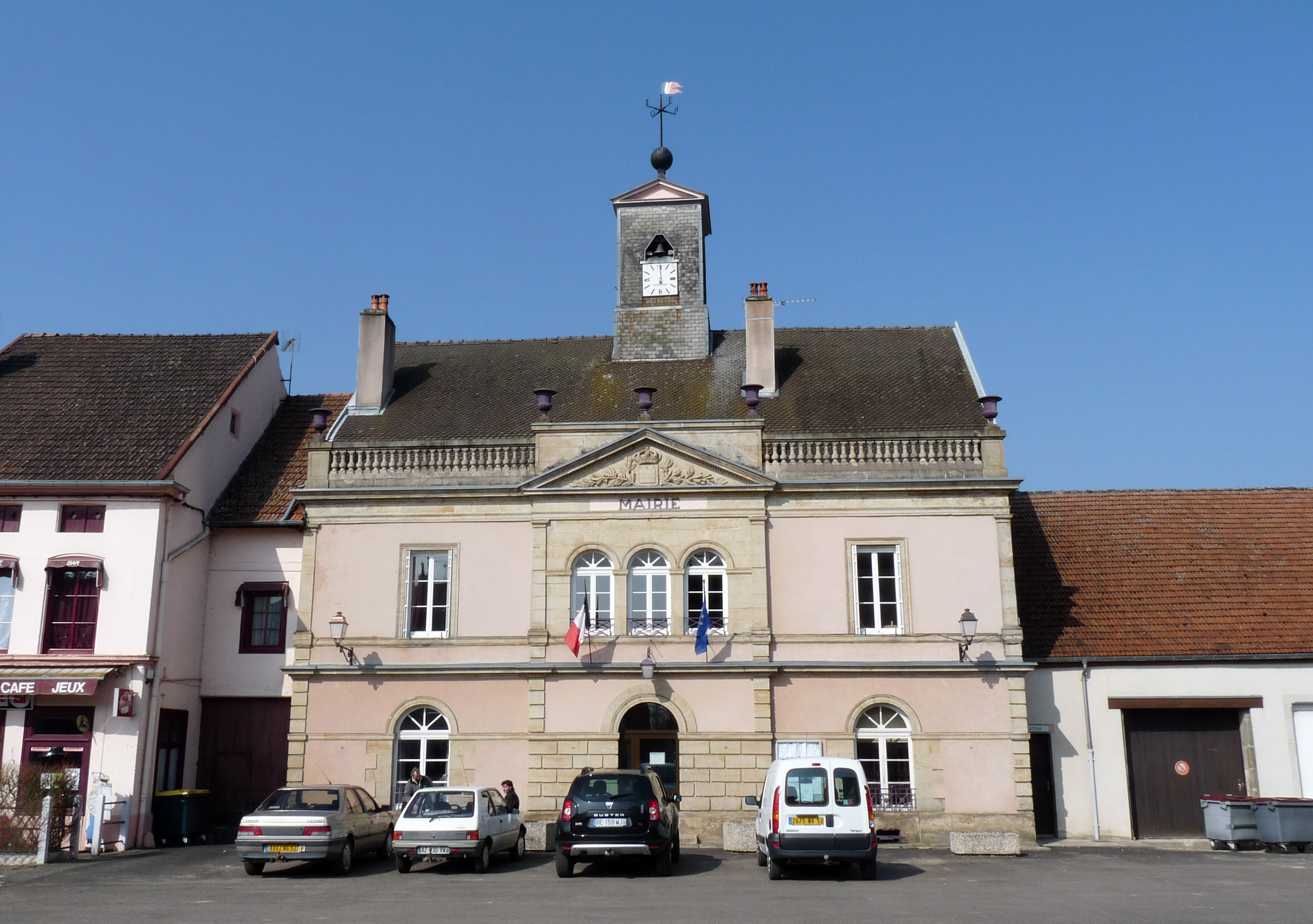
La mairie.

| Période                                  | Période  | Identité             | Étiquette | Qualité  |
| ---------------------------------------- | -------- | -------------------- | --------- | -------- |
| Les données manquantes sont à compléter. |          |                      |           |          |
|                                          |          | Pierre Delamotte     | SFIO      | Rotinier |
|                                          |          | Philippe Coty        |           |          |
| 1969                                     | 2001     | Gilbert Thomas       |           | médecin  |
| mars 2001                                | 2008     | Jean-Claude Pospiech |           |          |
| 2008                                     | 2020     | Sylvain Petit        | DVD       |          |
| 2020                                     | En cours | Patrick Domec        |           |          |

## Population et société

### Démographie
L'évolution du nombre d'habitants est connue à travers les recensements de la population effectués dans la commune depuis 1793. Pour les communes de moins de 10 000 habitants, une enquête de recensement portant sur toute la population est réalisée tous les cinq ans, les populations de référence des années intermédiaires étant quant à elles estimées par interpolation ou extrapolation. Pour la commune, le premier recensement exhaustif entrant dans le cadre du nouveau dispositif a été réalisé en 2005.

En 2022, la commune comptait 1 290 habitants, en évolution de −2,71 % par rapport à 2016 (Haute-Marne : −4,62 %, France hors Mayotte : +2,11 %).
| 1793  | 1800  | 1806  | 1821  | 1831  | 1836  | 1841  | 1846  | 1851  |
| ----- | ----- | ----- | ----- | ----- | ----- | ----- | ----- | ----- |
| 2 045 | 1 999 | 2 309 | 2 195 | 2 710 | 2 393 | 2 502 | 2 521 | 2 562 |

| 1856  | 1861  | 1866  | 1872  | 1876  | 1881  | 1886  | 1891  | 1896  |
| ----- | ----- | ----- | ----- | ----- | ----- | ----- | ----- | ----- |
| 2 300 | 2 335 | 2 376 | 2 349 | 2 299 | 2 268 | 2 252 | 2 248 | 2 237 |

| 1901  | 1906  | 1911  | 1921  | 1926  | 1931  | 1936  | 1946  | 1954  |
| ----- | ----- | ----- | ----- | ----- | ----- | ----- | ----- | ----- |
| 2 195 | 2 154 | 2 154 | 1 937 | 1 907 | 1 749 | 1 654 | 1 509 | 1 425 |

| 1962  | 1968  | 1975  | 1982  | 1990  | 1999  | 2005  | 2006  | 2010  |
| ----- | ----- | ----- | ----- | ----- | ----- | ----- | ----- | ----- |
| 1 409 | 1 418 | 1 741 | 1 592 | 1 511 | 1 419 | 1 472 | 1 460 | 1 436 |

| 2015  | 2020  | 2022  | - | - | - | - | - | - |
| ----- | ----- | ----- | - | - | - | - | - | - |
| 1 330 | 1 285 | 1 290 | - | - | - | - | - | - |

### Enseignement
Ce bourg perpétue un savoir-faire lié à la vannerie, avec une école de vannerie, un lycée du paysage et de l'horticulture et de nombreux artisans.

### Manifestations culturelles et festivités
De nombreuses associations animent la cité tout au long de l'année. Les principales manifestations et festivités sont:
- tous les 3 ans en janvier, la fête de Saint-Antoine, patron des vanniers, organisée en partenariat avec la Confrérie des façonneurs du noble osier et le Comité de Développement et de Promotion de la Vannerie,
- en mai: Festival de Vannerie, Agriculture et Nature, FESTI'VAN. Originairement sur deux jours et consacrés principalement à la vannerie, la manifestation est réduite à une seule journée depuis l'interruption due à la pandémie Covid en 2019.Aujourd'hui c'est une manifestation tournée vers l'agriculture et la nature, avec exposants de divers artisanats notamment la vannerie.
- en août: grosse brocante-vide-greniers
- en septembre: fête des associations et fête patronale
- en octobre: Bourse d'échanges toutes collections
- divers lotos et repas sont organisés par l'association des Cyclos-randonneurs, la Bourse aux vêtements par Famille Rurale.

## Économie

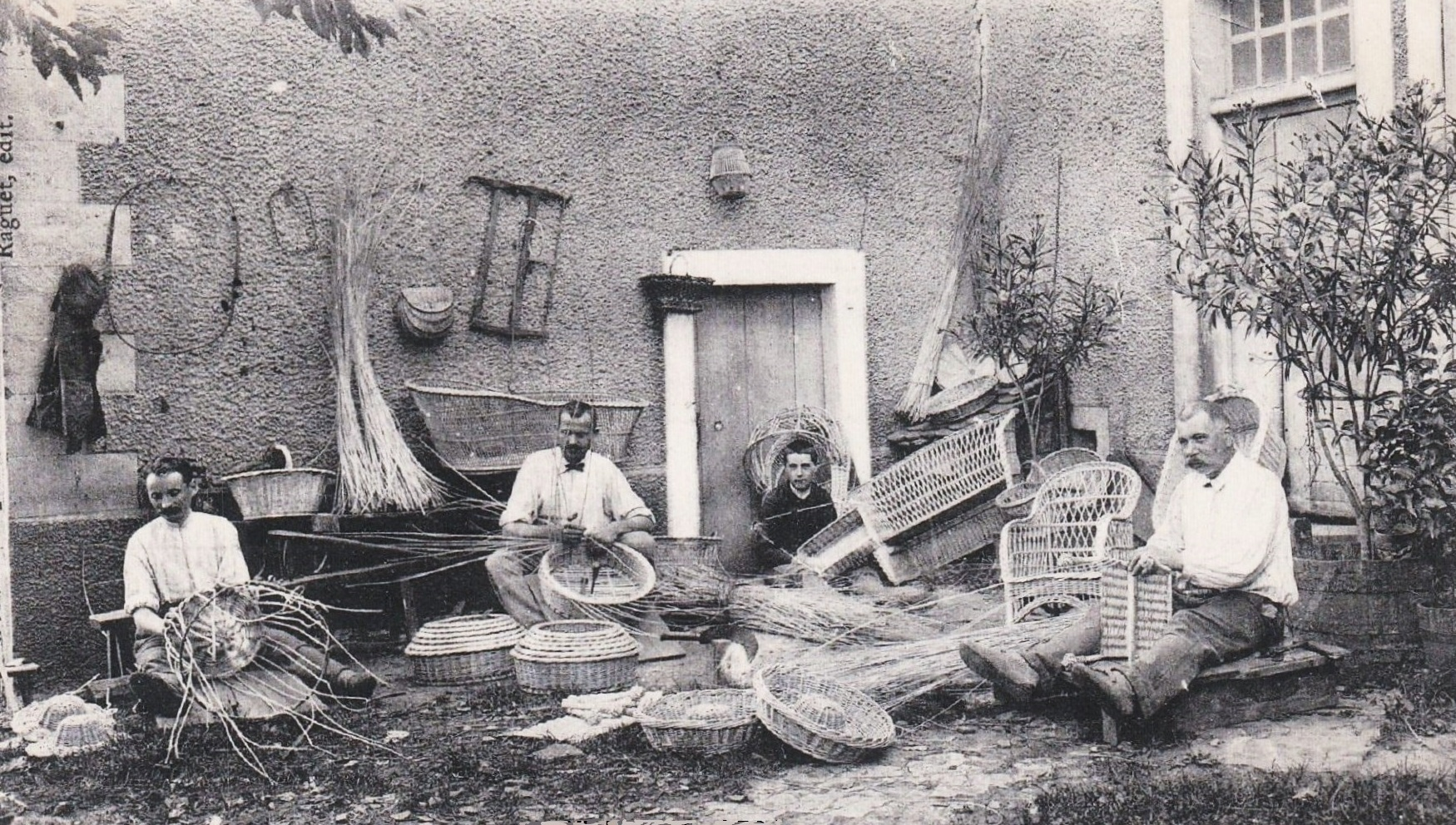
Fabrication de la Vannerie en 1909

« Capitale de l'Osiériculture et de la Vannerie, Fayl-Billot et sa Région », en Haute-Marne, sont au cœur d'une tradition bien vivante, l'art de tresser. Le village perd de sa gloire au profit d'autres régions qui ont su prévenir le renouveau de ce produit vendu même dans les magasins de luxe et aidé les futurs négociants à s'installer.
Activités:
- Office de tourisme du Pays de la Vannerie
- musée de la vannerie: Maison de la vannerie, plus de 200 objets sur 3 niveaux
- Lycée du Paysage et de l'Horticulture de Fayl Billot, collège, école maternelle et élémentaire
- Boutique Crocane, gérée par des vanniers adhérents au Comité de Développement et Promotion de la Vannerie, regroupés pour proposer leurs créations à Fayl-Billot, capitale de la vannerie française

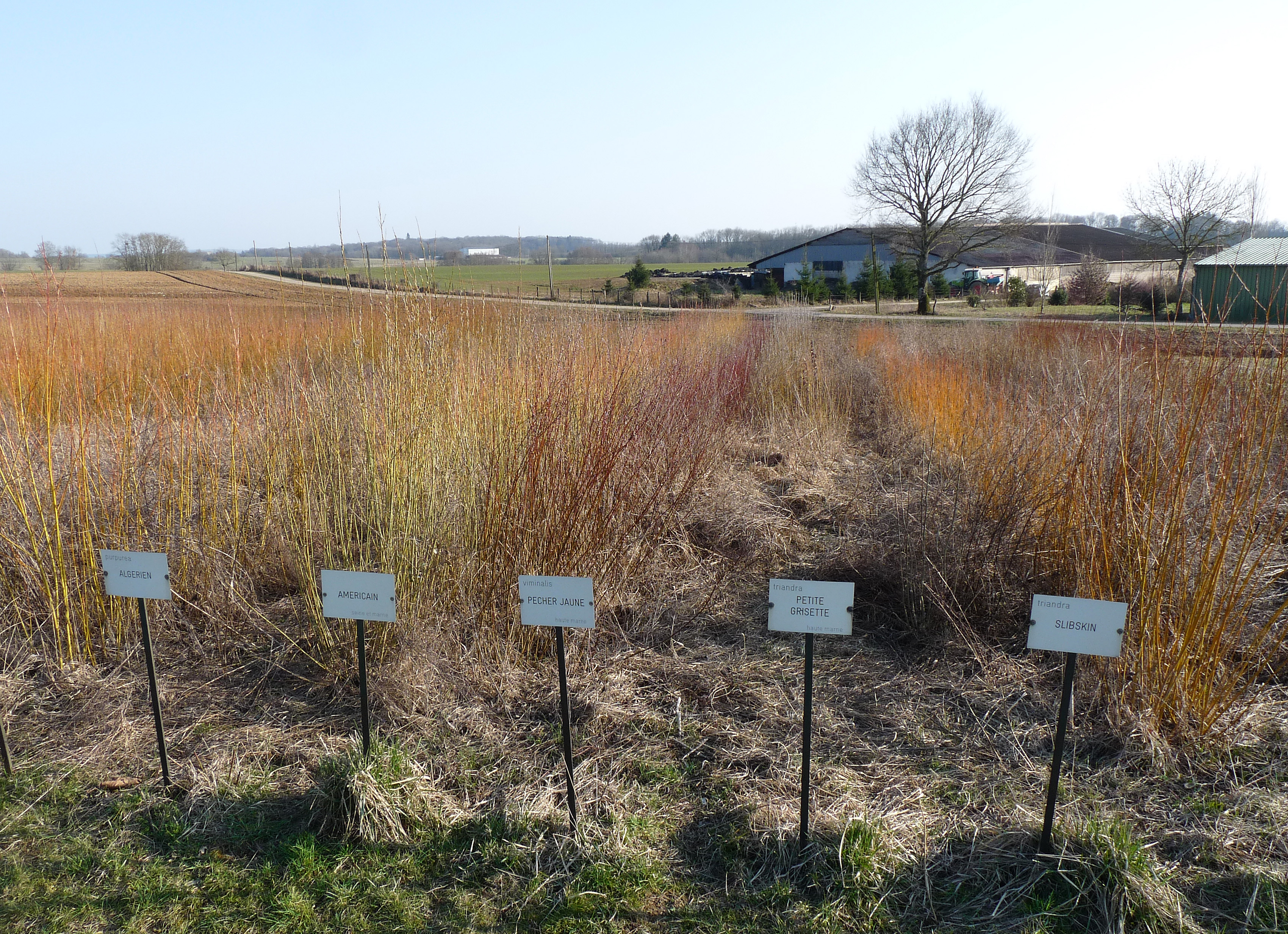
Osiériculture.
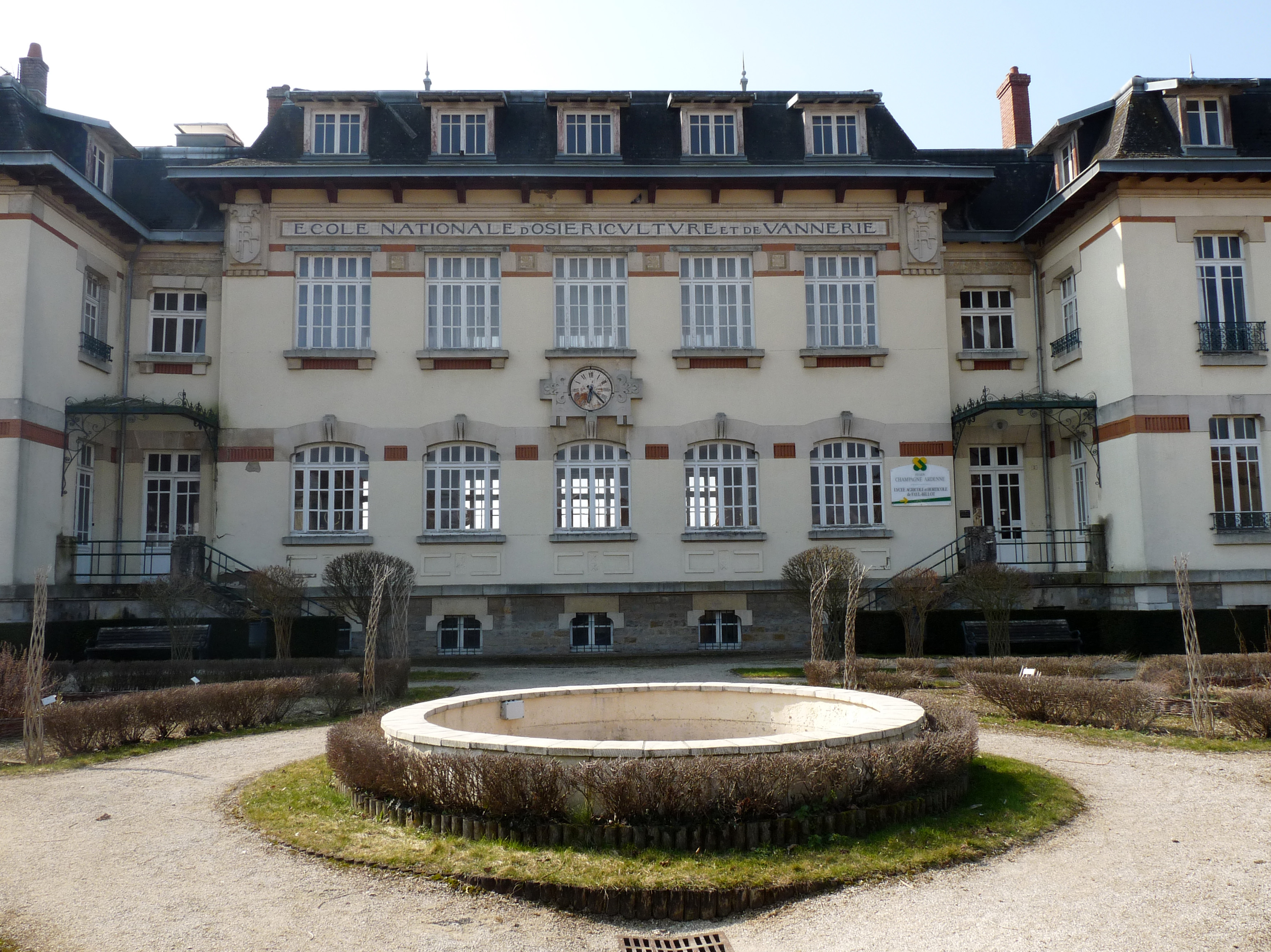
L'école nationale d'osiériculture et de vannerie (ENOV).
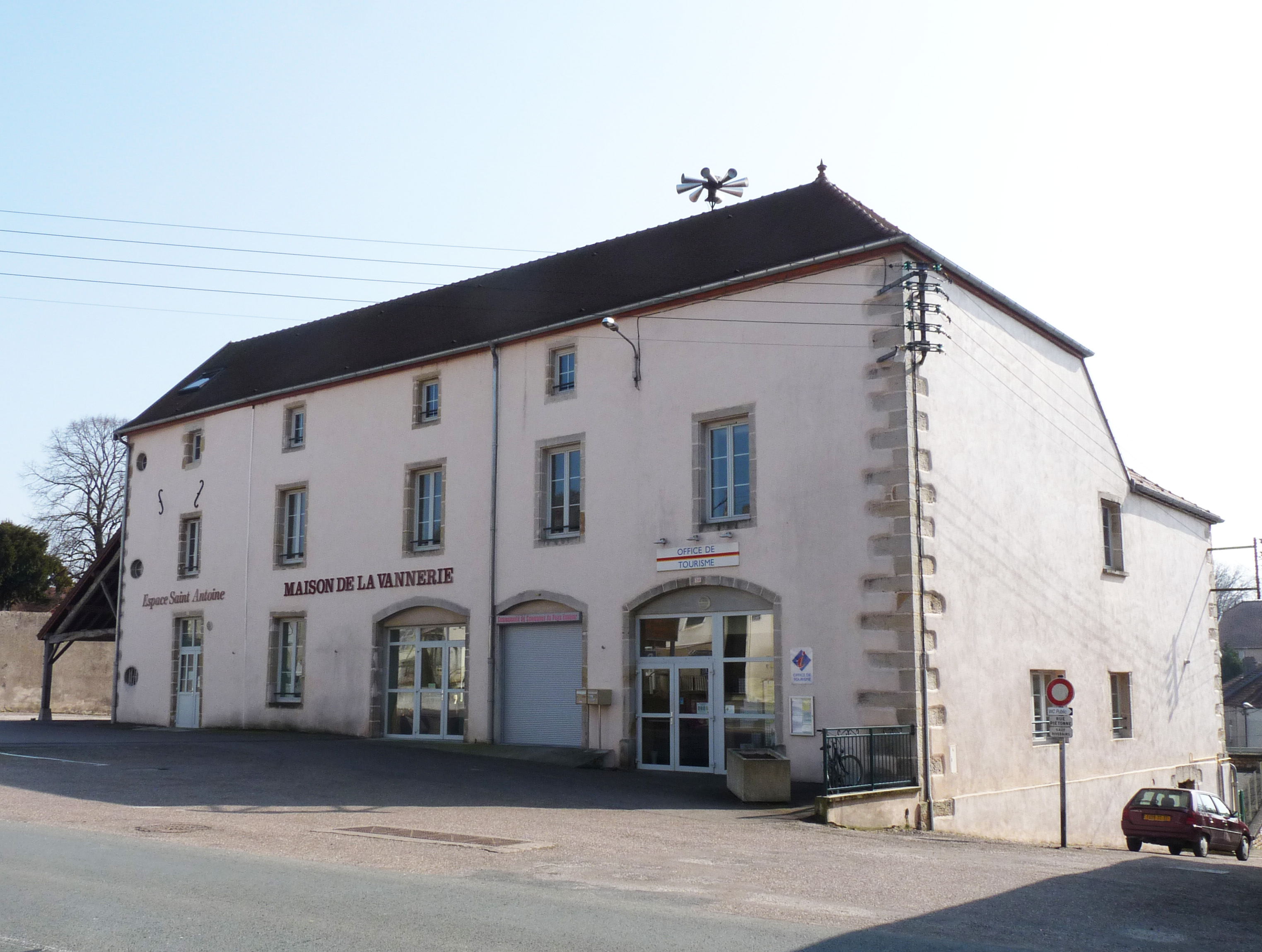
La maison de la Vannerie.
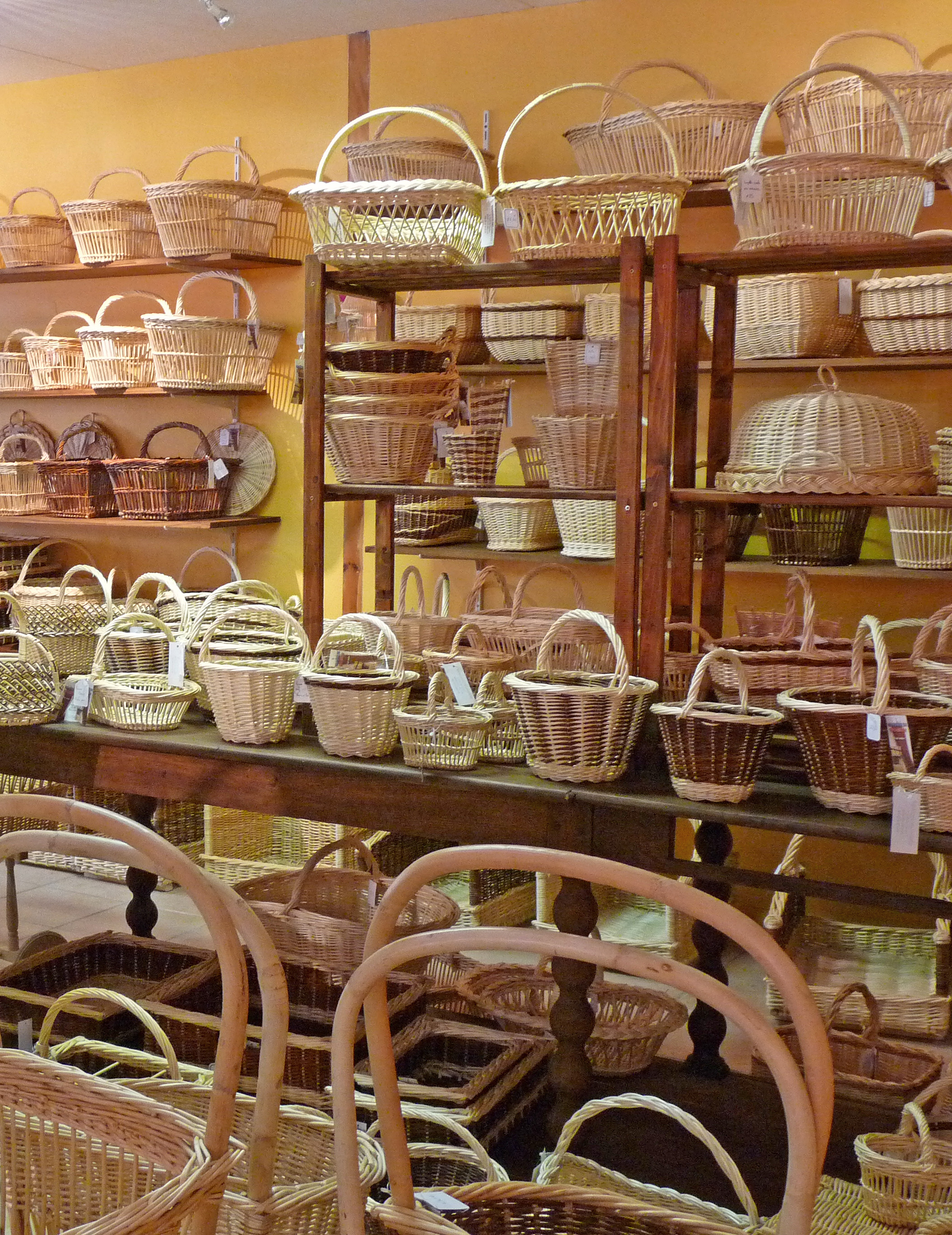
Vente des productions locales.

## Culture locale et patrimoine

### Lieux et monuments

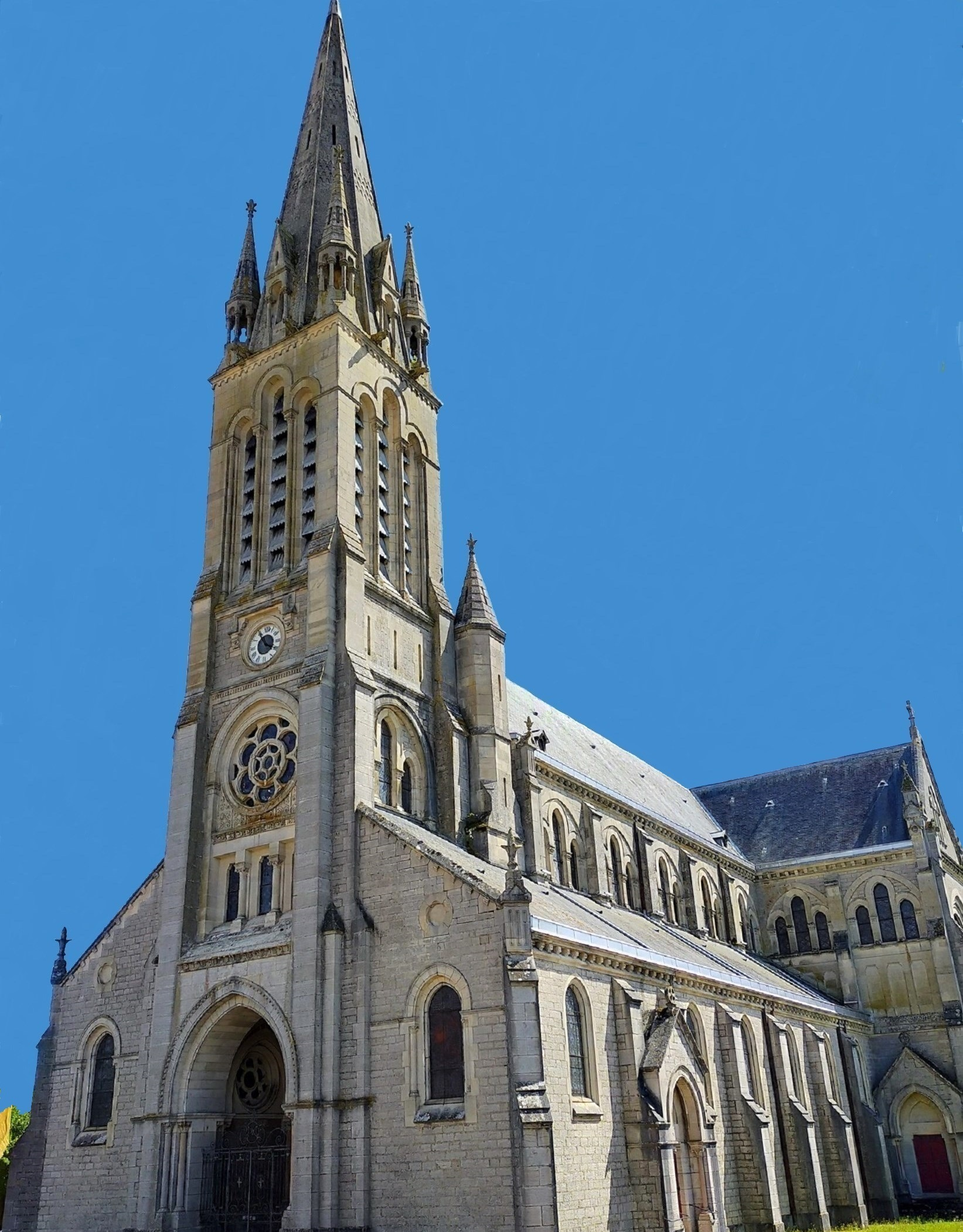
l'église Notre-Dame-de-la-Nativité

- Le chœur de l'église Notre-Dame-du-Fayl-Billot

Le chœur subsistant de l'ancienne église, datant principalement du XVIe siècle, est classé au titre des Monuments historiques,. Des visites sont assurées régulièrement, notamment lors des Journées européennes du patrimoine.
- L'École nationale d'osiériculture et de vannerie : créée en 1905 où les élèves de toute la France vinrent apprendre les rudiments de l'art vannier et se perfectionner. Le bâtiment a été rénové en 2021.
- La commune est agrémentée de plusieurs lavoirs et fontaines : fontaine rue Sainte-Anne, lavoir du cloutier, lavoir de l'ancienne église, lavoir de la rue du Château, lavoir de la rue de Glaud.
- La Maison de la Vannerie

La Maison de la Vannerie est située dans un ancien logis seigneurial dont il subsiste des poutres figurant des salamandres. Elle comprend une exposition sur trois niveaux de divers objets de vannerie ancienne ou plus récente, une décortiqueuse, des outils de vanniers, des vanneries utilitaires pour l'agriculture, la viticulture, la puériculture, ou l'ameublement.

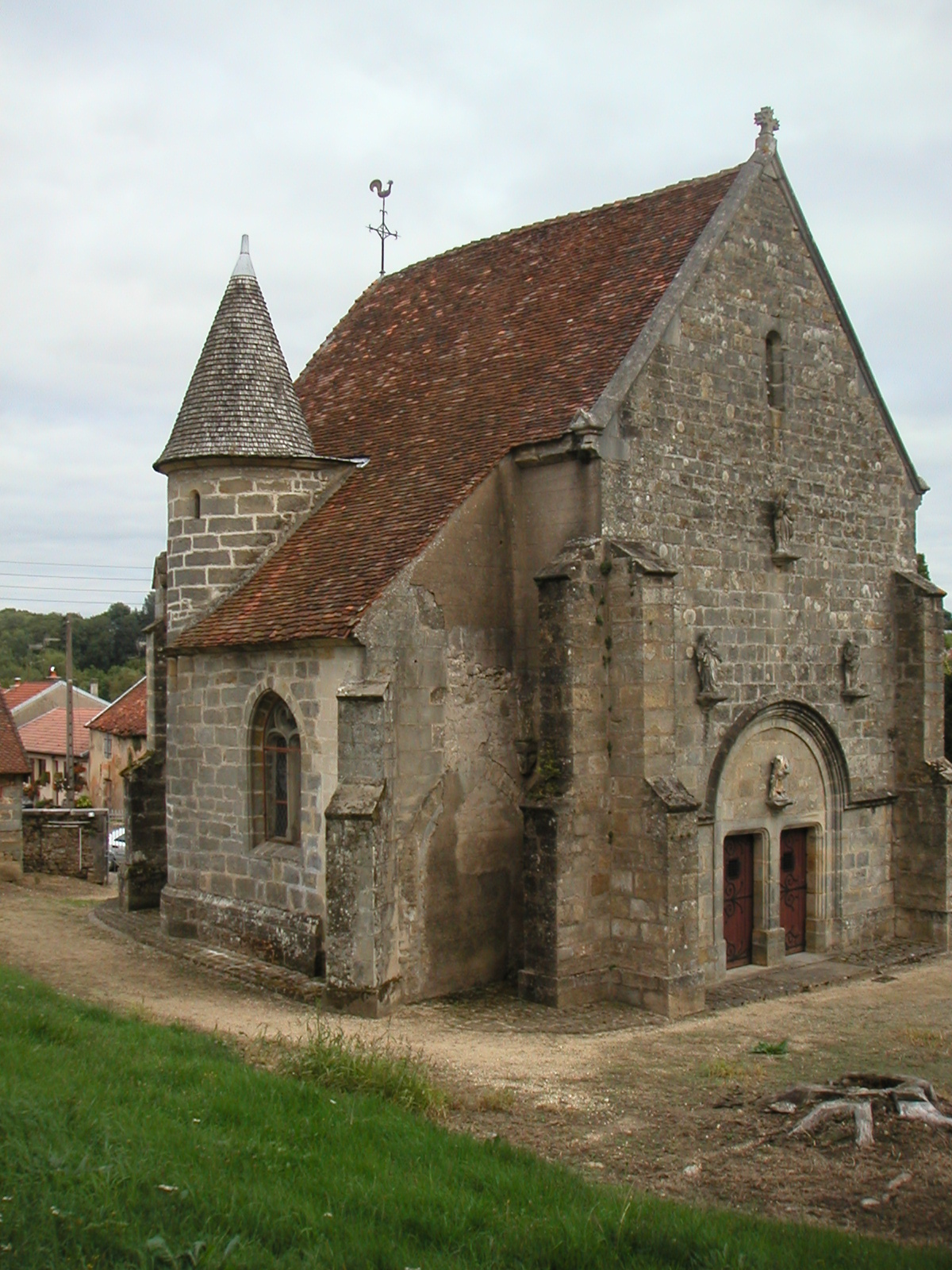
L'ancienne église.
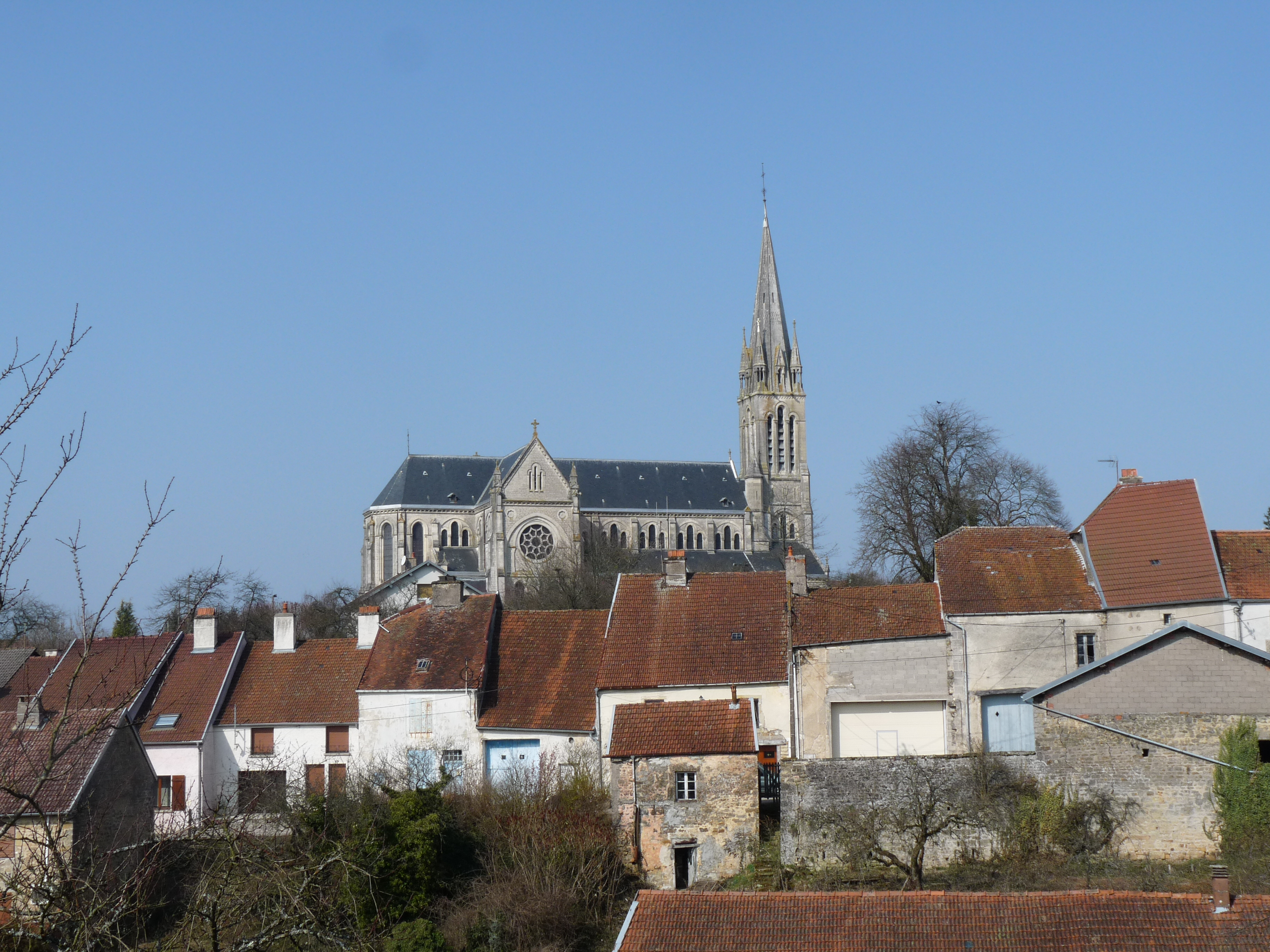
L'église paroissiale.
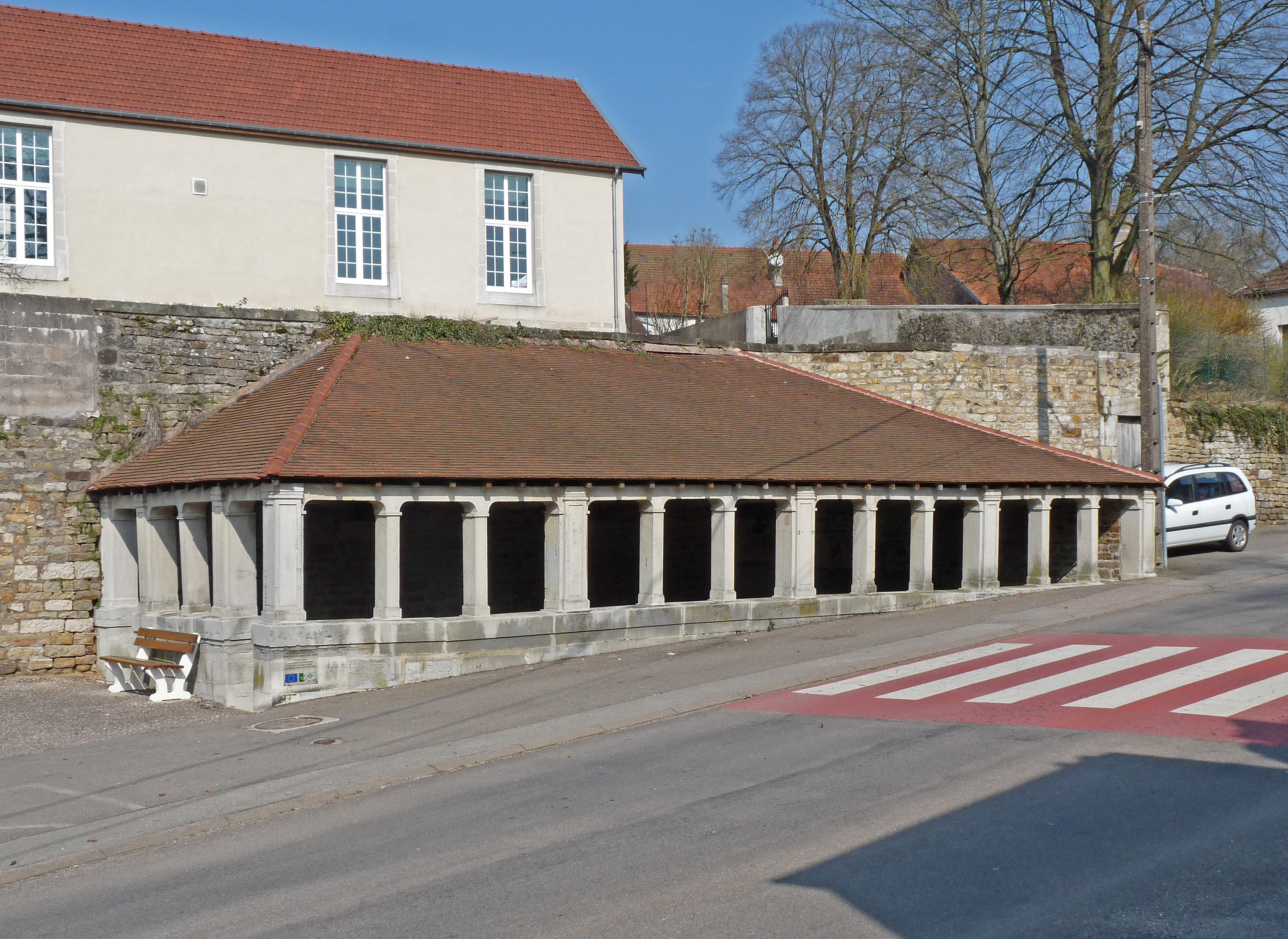
Le lavoir.
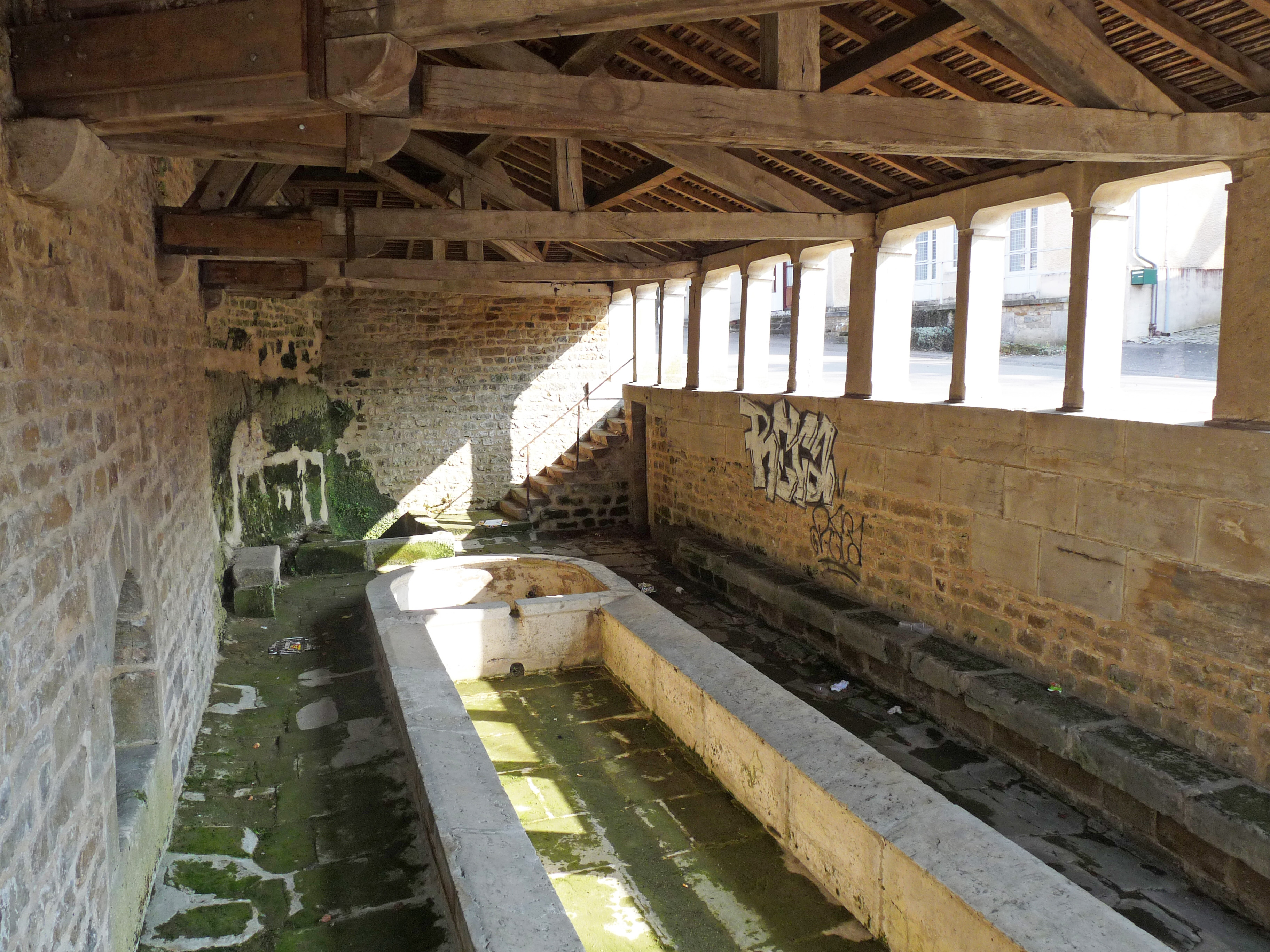
Le lavoir.

### Personnalités liées à la commune

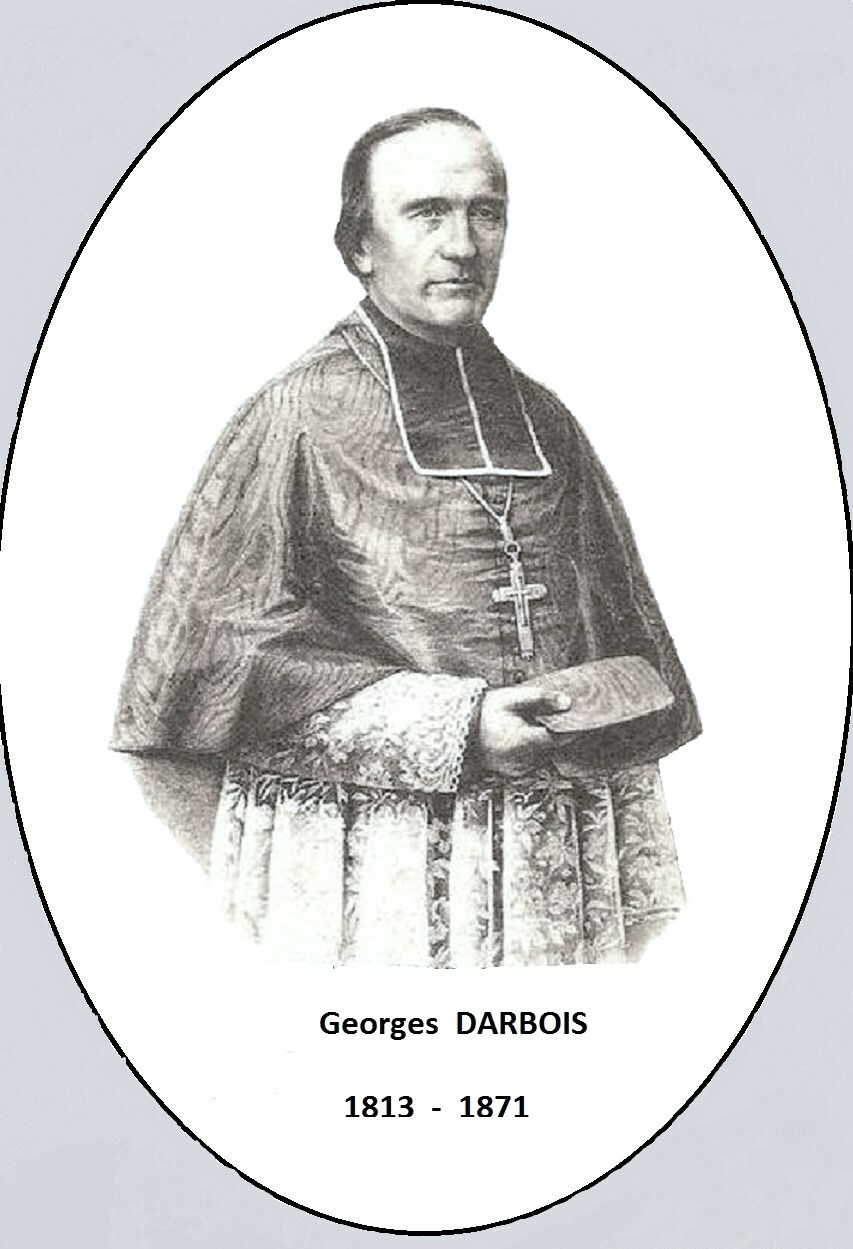
Georges DARBOY (1813 - 1871)

- Mgr Georges Darboy, né le 16 janvier 1813 à Fayl-Billot, ordonné prêtre en 1836, vicaire à Notre-Dame de Saint-Dizier, professeur au grand séminaire de Langres, évêque de Nancy, puis archevêque de Paris, fut exécuté par la Commune de Paris le 24 mai 1871. Une statue lui rend hommage dans la chapelle Saint-Georges à la cathédrale Notre-Dame de Paris. Il y est représenté bénissant ceux qui vont le tuer. Sa maison est toujours visible à Fayl-Billot.
- Pierre-Paul Pâris, député de Cochinchine française de 1910 à 1914, y est né en 1866.
- Jacques-Marie de Froment, né le 5 janvier 1740 à Fayl-Billot, député de la noblesse aux États Généraux en 1789 pour le bailliage de Langres. La Maison de la Vannerie est située dans l'ancien logis seigneuriale de la famille de Froment.

### Héraldique
| Armes de Fayl-Billot | Les armes de Fayl-Billot se blasonnent ainsi : D'azur au mur crénelé d'argent maçonné de sable, mouvant de la pointe, à l'écusson de gueules aux trois pal de vair et au chef d'or chargé à dextre d'une merlette de sable. |

### Filmographie
- L'osier, Ministère de l'Agriculture, 1928, 15 min, documentaire muet filmé à Fayl-Billot,
- La vannerie, Ministère de l'Agriculture, 1928, 11 min 42 s, documentaire muet filmé à Fayl-Billot,
- L'École nationale d'osiériculture et de vannerie, Édition Française Cinématographique, 1937, 8 min 23 s,
- La vannerie, documentaire en quatre parties produit par le Pays de Langres, l'École de Vannerie (CFPPA de Fayl-Billot) et la Communauté de Communes du Pays Vannier, (date ?, durée ?)